# Adriaen van der Goes

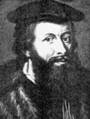
Adriaen van der Goes

Adriaen van der Goes (* um 1505 in Delft; † 5. November 1560 in Den Haag) war zwischen den Jahren 1544 und 1560 als Landesadvokat Hollands der bedeutendste niederländische Amtsträger.

## Biografie
Adriaen van der Goes kam als Sohn des holländischen Landesadvokaten Aert van der Goes, Abkömmling des Delfter Patriziergeschlechts van der Goes, und der Margaretha van Banchem auf die Welt. Verheiratet war er mit Anna van Spangen, die im Jahre 1548 verstarb. Ihre Söhne Christiaan, Aert, Andries und Philip van der Goes bekleideten höhere Staatsämter. Wahrscheinlich studierte van der Goes an der Universität Löwen.
Im Jahre 1540 zog ihn sein Vater Aert als politischen Unterstützer an sich. Auf Empfehlung von René van Chalon wurde Adriaen van der Goes am 30. Januar 1544 durch die Staaten von Holland zum neuen Landesadvokaten ernannt. Dieses Amt bekleidete er bis zu seinem Tod im Jahre 1560. Van der Goes führte seines Vaters Arbeit Register van de Dachvaerden der Statens's Lands van Holland fort. Im Jahre 1750 wurde diese Arbeit letztlich herausgegeben.